# 이기조
이기조(李基祚, 1595년 ~ 1653년)는 조선의 문신이다. 본관은 한산(韓山)이다. 자는 자선(子善)이다. 호는 호암(浩菴)이다.
광해군 7년(1615년)에 문과에 급제한 뒤 광해군 15년 인조반정으로 형조좌랑에 기용된 후 지평, 정언, 헌납, 검토관, 교리, 이조좌랑, 시독관, 부응교, 응교, 동부승지, 좌부승지, 참찬관, 경상도관찰사, 좌승지, 도승지, 이조참의, 대사간, 부제학, 대사헌 등 여러 관직을 거쳐 이조참판에까지 이르렀다. 이후 다시 대사성, 대사헌, 부제학, 이조참판 등을 거쳐서 삼척부사로 외직에 나갔다가 병조참판이 되었고 인조 23년 (1645년)에는 청나라에 사신으로 가서 지나친 세공미의 부담을 감축하는 데 성공하였다. 이후 대사헌, 호조판서를 하면서 지춘추관사, 동지경연사 등을 겸하다가 진주부사로 다시 외직에 나갔고 이후 다시 우참찬으로 지경연사를 겸하다가 예조판서에 이르렀으나 김육 등의 탄핵으로 함경감사로 밀려났다가 효종 5년(1653년) 공조판서에 임명되어 돌아오던 중 김화에서 병으로 세상을 떠났다.

## 사후
묘역 앞에는 숙종 31년(1705년)에 건립한 신도비가 있다. 이 묘역은 원래 경기도 군포시 산본동 산16에 위치하였으나, 산본지역 택지 건설로 인하여 1992년 현 위치로 이장하였다. 이장 직전의 발굴조사 결과, 봉문에는 호석이 둘러져 있었고, 원래의 묘에서 영조 4년(1728년)에 이장되어 조성된 것으로 밝혀졌다. 1990년 4월 30일 경기도의 기념물 제121호 이기조 선생 묘로 지정되었다.

## 같이 보기
- 이기조 선생 묘